# Bystrá (Prešov)
Bystrá é um município da Eslováquia, situado no distrito de Stropkov, na região de Prešov. Tem 3,01 km² de área e sua população em 2018 foi estimada em 23 habitantes.

## Demografia
| Ano:        | 1994 | 2004    | 2014   | 2024    |
| ----------- | ---- | ------- | ------ | ------- |
| Broj ljudi: | 49   | 33      | 30     | 16      |
| Razlika:    |      | -32,65% | -9,09% | -46,66% |

| Ano:               | 2023 | 2024    |
| ------------------ | ---- | ------- |
| Número de pessoas: | 14   | 16      |
| Diferença:         |      | +14,28% |